# Atenizoides curacaoae
Atenizoides curacaoae är en skalbaggsart som beskrevs av Gilmour 1968. Atenizoides curacaoae ingår i släktet Atenizoides och familjen långhorningar.
Artens utbredningsområde är Curaçao. Inga underarter finns listade.